# Reuttener Becken
Koordinaten: 47° 29′ 44″ N, 10° 42′ 49″ O

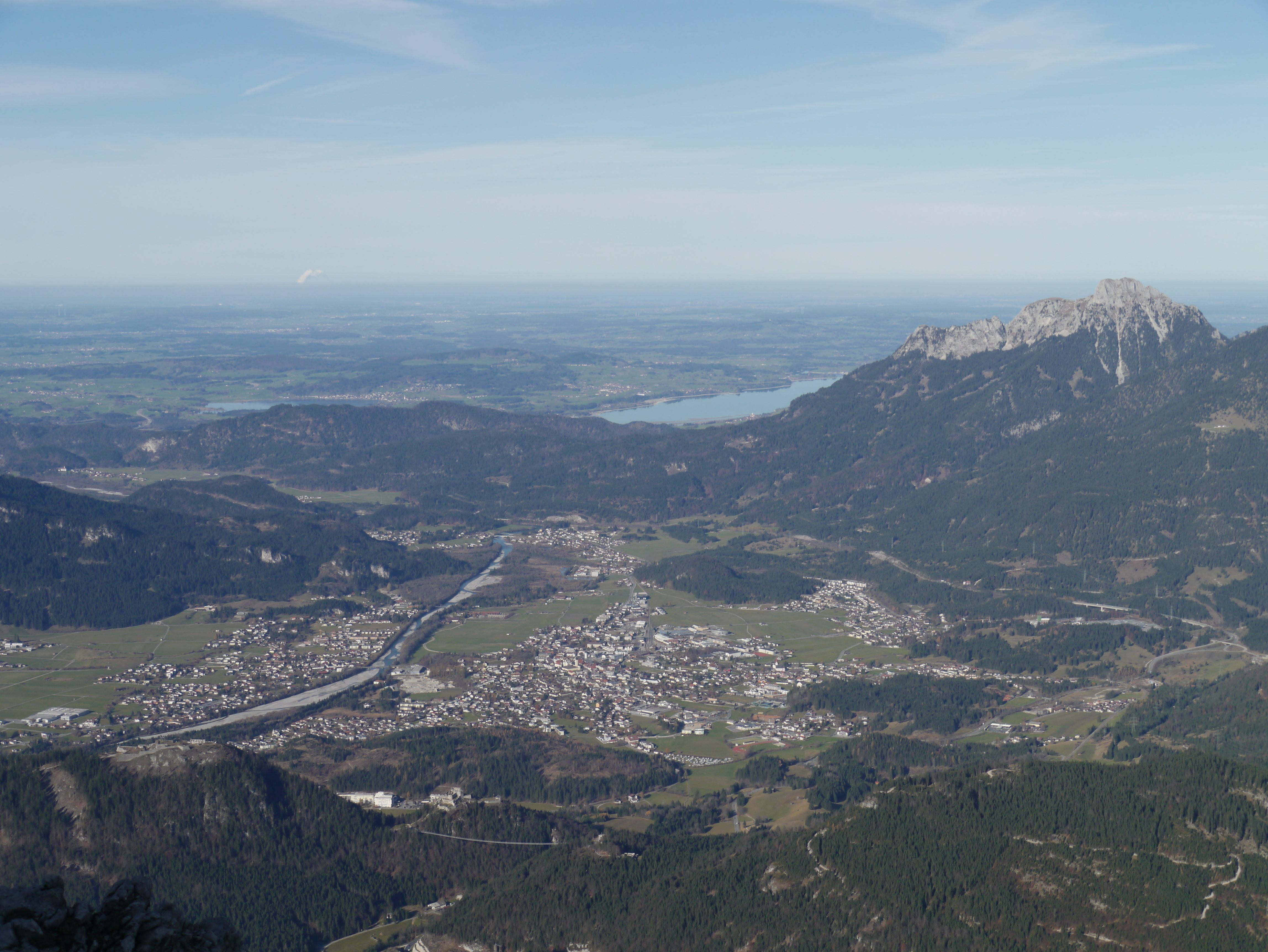
Das Reuttener Becken Richtung Norden, vom Thaneller aus gesehen

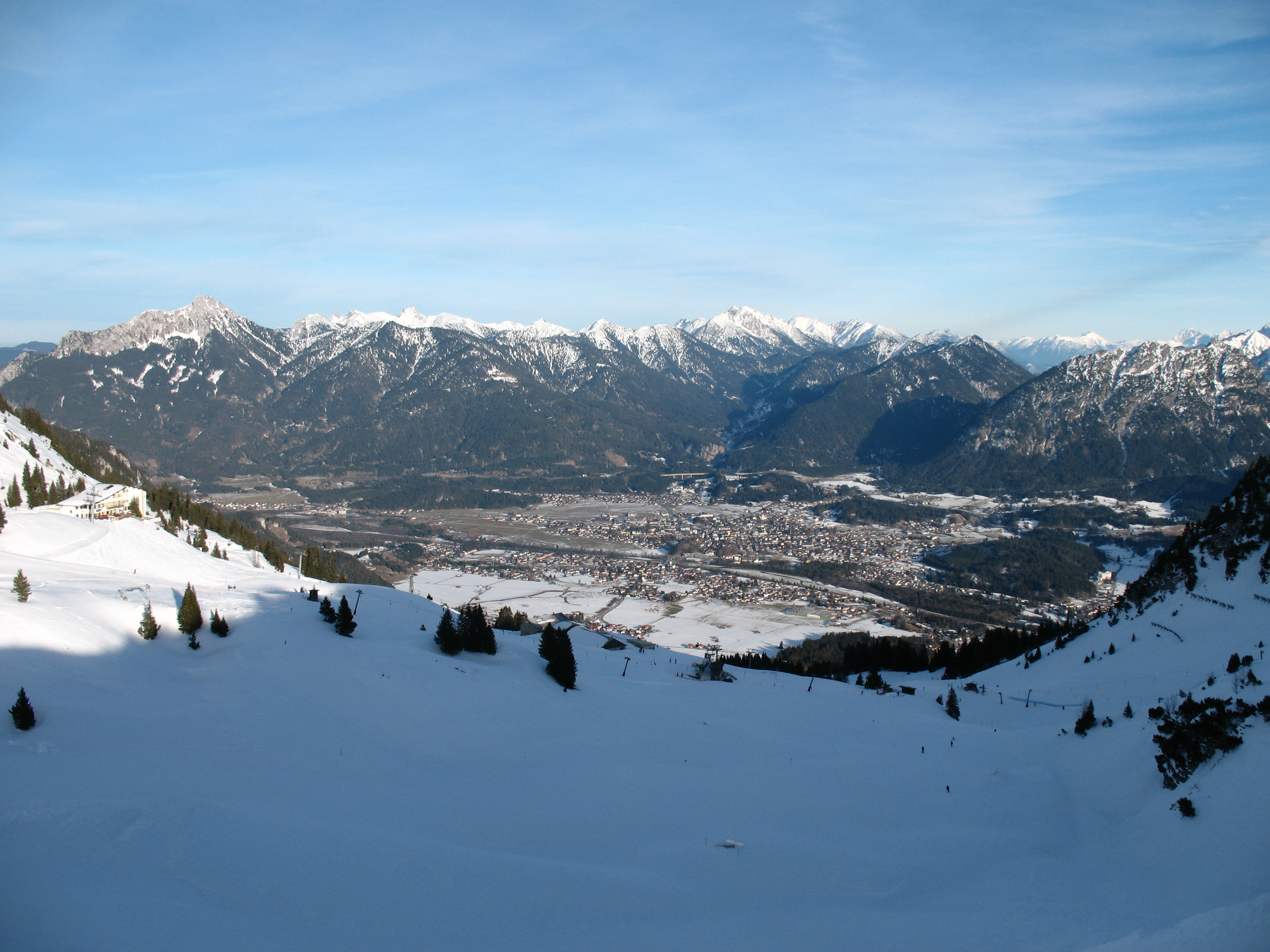
Blick Richtung Osten vom Hahnenkamm

Das Reuttener Becken ist ein weiter Talkessel im Tiroler Außerfern, der vom Lech durchflossen wird. Es ist der Hauptsiedlungs- und -wirtschaftsraum des Bezirks Reutte.

## Geographie
Das Reuttener Becken liegt auf rund 850 m ü. A. und erstreckt sich rund 6 km in Nord-Süd-Richtung und rund 4 km in Ost-West-Richtung. Es wird von einem Gebirgskranz aus Kalkgesteinen unterschiedlicher Härte mit mehreren markanten Gipfeln begrenzt: Im Westen von den Tannheimer Bergen mit der Gaichtspitze und dem Hahnenkamm, im Norden und Osten von den Ammergauer Alpen mit dem Säuling und dem Tauern und im Süden von den Lechtaler Alpen mit dem Thaneller. Im Norden schließt sich ein weiteres Becken bis zum Zirmgrat an, flussaufwärts führt das Lechtal nach Südwesten. Das seit dem Anis bestehende Becken wurde in der Würm-Kaltzeit vom Lechgletscher ausgeräumt.

## Besiedelung
Im Reuttener Becken liegen neben dem namensgebenden Bezirkshauptort Reutte die Gemeinden Breitenwang, Ehenbichl, Höfen, Wängle, Lechaschau und Pflach, die zusammen rund 15.000 Einwohner aufweisen, rund 45 % der Bevölkerung des Bezirks Reutte. Zusammen mit den nördlich anschließenden Gemeinden Musau, Pinswang und Vils, sowie dem flussaufwärts im Lechtal gelegenen Weißenbach am Lech bilden sie den Planungsverband Reuttener Talkessel (vormals Reutte und Umgebung).

## Wirtschaft und Verkehr
Das Reuttener Becken bildet den Zentralraum des Bezirks Reutte und einen Knotenpunkt, an dem die Verkehrslinien (Außerfernbahn, Fernpassstraße, Lechtalstraße) aus dem Allgäu, dem Zwischentoren, dem Lechtal und dem Tannheimer Tal zusammentreffen. Es bildet das wirtschaftliche Zentrum des Bezirks und ist anders als der landwirtschaftlich und touristisch geprägte Rest des Außerfern von Industrie (darunter der Plansee Group), Handel und Gewerbe geprägt.